# 云顶镇 (隆昌市)
云顶镇，是中华人民共和国四川省内江市隆昌市下辖的一个乡镇级行政单位。

## 行政区划
云顶镇下辖以下地区：
金墨湾社区、云顶场社区、石鹅场社区、白水滩社区、黄利村、新桥村、丁家村、新桂村、金墨村、亲睦村、云峰村、新隆村、民主村、九一村、金竹村、方田村、河咀村、前进村、石鹅村、捻塘村、圣水村、风林村、双河村、板栗村、大田村、加速村、大坳村、联丰村、天堂村、德星村和石渔村。